# 唐乃亥乡
唐乃亥乡，是中华人民共和国青海省海南藏族自治州兴海县下辖的一个乡镇级行政单位。

## 行政区划
唐乃亥乡下辖以下地区：
中村、加吾沟村、上鹿圈村、下鹿圈村、上村、下村、沙那村、民族村、龙曲村、桑当村、明星村、野马台村和夏塘村。